# Meriam Mamieliekova
Meriam Mamieliekova es una deportista ucraniana que compite en remo. Ganó una medalla de oro en el Campeonato Mundial de Remo en Sala de 2025, en la prueba de ligero 500 m.

## Palmarés internacional
| Campeonato Mundial | Campeonato Mundial | Campeonato Mundial | Campeonato Mundial |
| Año                | Lugar              | Medalla            | Prueba             |
| ------------------ | ------------------ | ------------------ | ------------------ |
| 2025               | Sede virtual       | Medalla de oro     | Ligero 500 m       |